# Histoire de Villeneuve-d'Ascq

Les armes de Villeneuve-d'Ascq se blasonnent ainsi :
Tiercé en fasce : au 1er d'or à la fasce d'azur et au sautoir de gueules brochant sur le tout, au 2e coupé au I échiqueté d'argent et d'azur de trois tires et au II de gueules, au 3e de sinople à la bande échiquetée d'argent et de gueules de deux tires.
Devise : Tres in uno (« Trois en un »).
Ornements extérieurs : Légion d'honneur et la Croix de guerre 1939-1945 avec palme de vermeil (attribuée à l'ancienne commune d'Ascq).
Composition : Le blason de Villeneuve-d'Ascq est composé de la réunion des armes au premier d'Ascq, au deuxième de Flers-lez-Lille et au troisième d'Annappes. Il est souvent représenté avec un lion flamand à trois griffes de chaque côté et un château à trois tours (pour chacun des villages) sur le dessus, rappelant aussi le château de Flers.

L'histoire de Villeneuve-d'Ascq est liée à l'aventure commune des trois villages d'Annappes, Ascq et Flers dont elle est issue. Quelle que soit l'époque, quelques constantes marquent l'histoire de ces villages : une vie rurale autrefois (cette ville est à présent l'une des plus importantes de l'agglomération lilloise), en proie à des épidémies, à la famine et à la guerre.

## Préhistoire
Le premier passage connu de l'homme sur la commune de Villeneuve-d'Ascq est attesté par un fragment de hache polie en silex, trouvé dans les années 1980 dans le parc de l'école Saint-Adrien à Annappes. Elle est estimée à environ -2000 ans. On a trouvé d'autres haches de ce genre dans la région de Lille, notamment dans les alluvions de la Deûle. Selon les historiens, ces haches sont attribuées à des populations qui pratiquent déjà l'élevage et l'agriculture mais emploient encore un outillage de pierre taillée. Cependant, il n'y a aucune preuve que l'homme se soit alors sédentarisé à cet endroit.

## Protohistoire
Les traces d'occupation humaine retrouvées par les archéologues datent de la fin de l'indépendance gauloise.
Beaucoup de signes de présence gauloise ayant été observés dans les villes voisines, notamment à Mons-en-Barœul et à Lezennes, il est vraisemblable que les champs de ces Gaulois débordaient sur l'actuel territoire de Villeneuve-d'Ascq. Les archéologues ont mis au jour des habitats celtes dans le quartier des Prés et aux Marchenelles. On a également trouvé des balles de fronde au Centre Marc-Sautelet à Annappes. Il est toutefois probable que cet endroit n'était pas un lieu de résidence, mais simplement un de ces replis dans la forêt (décrits par Jules César) où se réfugiaient les Gaulois de la région à l'approche des légions romaines.

## Antiquité
Les plus vieilles constructions connues à Villeneuve-d'Ascq apparaissent sous l'administration romaine. Ce sont principalement des fermes, dont certaines assez vastes, que l'on connaît grâce à la fouille de l'une d'elles située dans l'actuel quartier du Château, à Flers. Édifiée au IIe siècle, reconstruite au IIIe siècle et ruinée définitivement au IVe siècle, la « villa de Flers » -  le nom de villa désigne un habitat romain qui regroupe la maison du maître et une exploitation agricole - couvrait une surface de 350 mètres carrés environ, sans les dépendances. Pour sa construction on avait employé du grès, des pierres  et des tuiles de fabrication locale. Elle possédait une installation de chauffage par le sol, on y utilisait des meules en pierre, des poteries de fabrication locale et d'autres céramiques amenées par le commerce de la région de Bavay et même de la céramique « sigillée » du Massif central. Dans le cimetière proche, les restes des défunts étaient enterrés dans des urnes après incinération. Les champs situés en contrebas témoignent d'un effort d'aménagement considérable (épandage de craie, drainage par un réseau de fossés, apport de sable...). À cette époque, la région semble être à la pointe du savoir-faire gallo-romain. Au Pron, à Ascq, on utilise des bas-fourneaux pour la production du fer.
Les installations gallo-romaines disparaissent au IVe siècle et laissent place aux roseaux, alors que sur les limons du Mélantois - où se situera le village d'Ascq - les cultures se développent.
Au Ve siècle, le territoire de Villeneuve-d'Ascq fait partie de la zone contrôlée par les Francs saliens.

## Haut Moyen Âge
À cette époque, l'histoire des trois villages se confond avec celle de la châtellenie de Lille et de l'abbaye de Cysoing.
Annappes et ses environs sont au haut Moyen Âge le site d'un domaine royal mérovingien (des tiers de sous d'or y ont été frappés au début du VIIe siècle par le monétaire Alafredus), comme l'indique un texte qui mentionne Asnapio sous le règne de Charlemagne. Ce dernier d'ailleurs y passera pour aller inaugurer l'abbatiale de Saint-Riquier à Pâques de l'an 800.
Lors de la venue de Charlemagne pour l'inauguration de l'abbatiale de Saint-Riquier en 800, ses envoyés royaux dressèrent un inventaire d'Annappes. La description fut tellement minutieuse qu'elle fut recopiée comme exemple dans un manuel de gestion des fermes impériales, le capitulaire « de Villis ». Dans ce capitulaire « de Villis » daté de 812, Ascq dépend, comme Flers et Gruson, du fisc d'Annappes. Les envoyés royaux ont noté avoir trouvé pour les trois villages cinq moulins, quatre brasseries (a priori pour la cervoise), deux ponts (on estime qu'il s'agit des ponts d'Hempenpont et de Pont-à-Tression) et quatre jardins. L'inventaire mentionne d'importantes provisions des milliers de muids d'épeautre et d'orge, des centaines de muids d'avoine, de seigle, de froment, quantité de fèves et de poids ; 1 005 porcs salés (dont 155 provenant du cens), 5 025 livres de fromages, de la bière, du sel, du beurre, du miel (dont trois muids provenant du cens) ; à Tréola, 1 250 muids de vin (750 provenant des vignes du domaine et 500 du cens) ; on dénombrait 1 150 moutons, béliers, brebis et agneaux, des centaines de chevaux, ânes et mulets, des centaines de porcs, de chèvres et de vaches, 50 ruches d'abeilles, des oies, des canards et des paons ; les arbres cultivés dans le fisc étaient des poiriers, des pommiers, des néfliers, des pêchers, des noisetiers, des noyers, des mûriers, des cognassiers, des pruniers et des cerisiers. En outre, les envoyés de Charlemagne témoignent de la présence de lis, costus, menthe, persil, rue, ache, livèche, sauche, sarriette, sabine, porreau, aulx, tanaisie, menstratum, corriendre, échalotes, oignons, choux, choux-raves, bétoine ; le fisc de Tréloa contient également bette, auroue, népéta, sclarea, tournesol, aigremoine, mauves, guimauves, cerfeuil, brittoles.
Asnapio était aussi un haras qui fournissait la cavalerie impériale. Voici la composition de son cheptel en 799 :
- 51 juments, 3 étalons, 10 poulains, 2 ânes ;
- 16 bœufs, 50 vaches ayant vêlé, 20 génisses, 3 taureaux, 38 veaux ;
- 260 porcs, 100 porcelets, 5 verrats ;
- 150 brebis, 120 moutons, 200 agneaux ;
- 30 chèvres, 3 boucs, 30 chevreaux; 30 oies, 80 poulets, 22 paons.

Charlemagne transmet le domaine d'Annappes, avec ses dépendances Ascq et Flers, à son fils Louis le Pieux. En 836, l'empereur Louis le Pieux donne le domaine royal d'Annappes en dot à sa fille Gisèle, épouse d'Évrard de Frioul. Ce couple noble fondera l'abbaye Saint-Calixte de Cysoing. Le marquis Bérenger Ier, leur second fils, héritera de la cour d'Annappes avec toutes ses dépendances, sauf Gruson ; il sera par la suite roi des Lombards, puis empereur des Romains.
En 863, Annappes, avec ses dépendances Ascq et Flers, fait un retour au domaine particuliers des comtes de Flandres par une descendante directe d'Évrard de Frioul : Clémence de Bourgogne, épouse de Robert II de Flandre,.
Vient l'époque de l'invasion du continent par les Vikings. En 881, les Normands pillent le domaine d'Annappes depuis leur camp de Courtrai.

## Moyen Âge classique

### Dans le Comté de Flandre

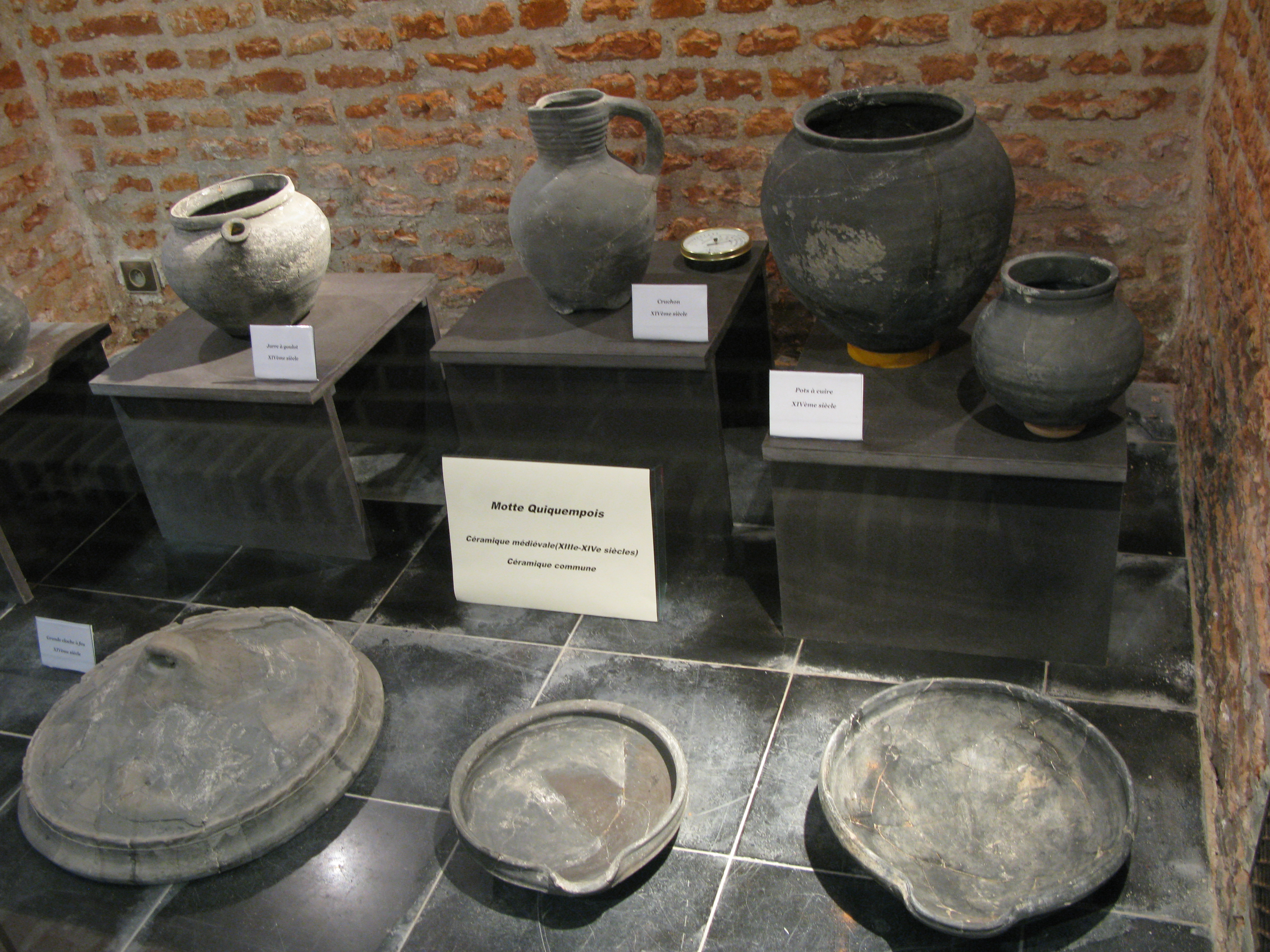
Céramiques des trouvées à la motte Quiquempois.

Carte des Pays-Bas bourguignons en 1477
En orange, les acquisitions des ducs de Bourgogne et de Charles Quint.
- 1384 : Artois (5), Flandre (9), Malines (15)
- 1427 : Namur (8)
- 1428 : Hainaut (6), Zélande (10), Hollande (7)
- 1430 : Brabant (1), Limbourg (3)
- 1443 : Luxembourg (4)
- Sous Charles Quint
- Utrecht (17), Frise occidentale et orientale (14), Gueldre (2)
- provinces perdues et reprises : Groningue (14), Overijssel (16), Zutphen (11)
- la Picardie va à la France en 1477.
En vert, la principauté de Liège indépendante
En rouge, l'Angleterre
En bleu, la France
En gris, d'autres États du Saint-Empire romain germanique
Les 17 Provinces :
1. le duché de Brabant
2. le duché de Gueldre
3. le duché de Limbourg
4 le duché de Luxembourg
5. le comté d'Artois
6. le comté de Hainaut
7. le comté de Hollande
8. le comté de Namur
9. le comté de Flandre
10. le comté de Zélande
11. le comté de Zutphen
12. le marquisat d'Anvers
13. la seigneurie de Frise
14. la seigneurie de Groningue
15. la seigneurie de Malines
16. la seigneurie d'Overijssel
17. la seigneurie d'Utrecht

Au Xe siècle, le comte de Flandre, installé à Lille, accapare le territoire  d'Annappes. Tous les villageois sont désormais soumis au comte qui installera un maire, officier comtal, pour gérer le domaine d'Annappes. En 1066, Baudouin V de Flandre donne, par la charte de dotation Saint-Pierre de Lille, une ferme à Flers et les deux tiers des revenus de l'église d'Annappes - cependant, on ne sait pas s'il y a un lien entre cette église et l'actuelle église d'Annappes. Le comte donne les terres de son domaine à ses vassaux. Création de fiefs du Breucq, d'Annappes, de Quiquempois, de Rocques. Ainsi vers 1090, le seigneur du Breucq élève une motte (signe de puissance), un château et une basse-cour qui devint la cense du Breucq. Cette seigneurie était importante et occupait la forêt du Barœul depuis les abords de Lille jusqu'à Croix. À cette époque, les marais séparaient et protégeaient les villages.
Au XIe siècle, les travaux ruraux se répartissent entre l'élevage dans les marais, le bois dans le Barœul et la culture du blé dans les campagnes du Mélantois. À partir du XIIIe siècle, la zone actuelle des quartiers d'Ascq et de Cité-Scientifique possède des terres très fertiles, qui eurent un très bon rendement jusqu'au XXe siècle, et étaient considérées comme parmi les plus fertiles du comté.
Le comte dote les établissements religieux de certaines de ses terres. C'est ainsi qu'au XIIe siècle, l'abbaye cistercienne de Loos cultive aux Quatre Cantons du grain entreposé ensuite à Tressin. De même, l'hôpital Saint-Sauveur possède une grande ferme à blé à Annappes au XIIIe siècle.
En 1213, Philippe Auguste vient par trois fois ravager les environs de Lille, pour punir les comtes de Flandre qu'il ne juge pas assez coopératifs.

### Les moulins
La région compte une population de plus en plus importante, et les habitations commencent à empiéter sur les marais de Flers. C'est à cette époque que des bourgeois lillois récupèrent la mairie comtale d'Annappes et que le conseil municipal se charge de définir des règlements communs aux trois villages d'Annappes, Ascq et Flers. Vers 1220, des moulins à vent s'installent aux Marchenelles et à Ascq.

## Bas Moyen Âge
Au XIVe siècle, l'échevinage d'Annappes (dont dépendant Ascq et Flers) est administrativement situé dans le quartier du Mélantois (dont le chef-lieu est Cysoing) de la châtellenie de Lille,.

### Les fiefs
On distingue à cette époque plusieurs fiefs sur le territoire des trois villages, notamment :
- La seigneurie de Roques et ses hommages, appelée abusivement « fief d'Ascq ». C'est un fief vicomtier tenu de la Salle de Lille. Il comprenait tout d'abord « un manoir sur motte, herse et jardin entourés d'eau avec pont-levis ; 30 bonniers et 11 cents de terres tenant au chemin menant du Triez de Roques au Quesne Rabonne ». Il comptait de plus une prairie dans la paroisse Saint Pierre à Lille (consistant en « la maison de Berlettes »). Finalement, ce fief possédait des rentes sur divers héritages d'Ascq, d'Annappes et de Flers, les plaids généraux trois fois par an et quinze hommages dont les principaux sont La Croix d'Annappes près du Recueil et La Tour, à Flers[9] ;
- Le fief d'Ascq-Annappes, dans le quartier d'Ascq appelé le Pron, tenu de la Salle de Lille ;
- Les fiefs éclissés d'Ascq-Annappes, dont les quatre enfants de Saint-Pierre à Lille en étaient les profiteurs ;
- Ribaut-Escœul, dont la majeure partie du territoire était au Recueil à Flers et un plus petit territoire à Ascq (cette partie ascquoise fut vendue en 1785) ;
- Le Château de Villers, tenu de la seigneurie de La Fontaine à Croix, sur le chemin du Triez de Villiers à Pont à Tressin ;
- Les Clarets à Ascq, ayant appartenu à Wallerand de Lattre puis Simon de Lattre ;
- Les Mottes de Croix, relevant de la seigneurie de La Fontaine à Croix, ayant ses terres sur le chemon de la Croix de Villers au marais d'Ascq et possédant le fief de Houplines à Annappes ;
- Fief d'Ascq fief vicomtier relevant de la seigneurie de La Fontaine à Croix, situé près de la cense du Brusle et traversé par le chemin de la Cavée à l'église d'Ascq ;
- Les Gobelets à Ascq, tenus de la seigneurie de Sainghin-en-Mélantois ;
- Halluin à Ascq, tenu de la mairie d'Annappes et comprenant des terres sur le chemin du Pisre à Ascq, contre le camp à Plouviers entre ce chemin et celui d'Haubourdin, et entre Lezennes et Annappes ;
- Lupercourt à Ascq, tenu de la seigneurie de Wasquehal, consistant en rentes seigneuriales. Ce quartier d'Ascq était situé autour la rue des Fusillés, entre Annappes et Tressin[10].

De 1305 (Traité d'Athis-sur-Orge) à 1369, la châtellenie de Lille, dont Ascq, Annappes et Flers, est rattachée à la France. Dans cette période, les villages subissent tour à tour les incursions des Français, des Flamands et des Anglais. De 1320 à 1340, Laudas, lieutenant du gouverneur de Lille, envoie ses soldats fourrager à Ascq, rançonner les cultivateurs et même mettre le feu.
Bien que le territoire soit riche, la population paysanne vit de manière très précaire, et doit subir plusieurs famines au XIVe siècle et au XVe siècle, notamment durant l'année 1316 à cause de mauvaises récoltes l'année d'avant. Un autre malheur s'abat sur la région, la guerre. De 1297 à 1304, les troupes des français de Philippe IV de France et celles des flamands ravagent les cultures et brûlent les villages. En 1340, au début de la guerre de Cent Ans, les villages sont occupés militairement. Les Français et les Anglais se battent au pont de Tressin et dans les marais d'Ascq. 1349, c'est la peste noire qui s'abat sur la région. À cette époque, la population des trois villages a diminué considérablement.
Au XVe siècle, l'économie des villages se redresse doucement, malgré les pestes périodiques, les mauvaises récoltes et la présence presque constante de militaires. Le blé n'étant plus rentable, l'économie des villages change. On se met à cultiver la guède pour colorer les tissus en bleu, le lin et le chanvre, et l'élevage de moutons s'intensifie. Des tisserands de drap de laine travaillent à Flers et Ascq. Après avoir été brûlées par les troupes de Louis XI, les églises sont reconstruites ; les parties les plus anciennes des églises d'Annappes et Flers remontent à cette époque.
Pierre du Bosquel, seigneur sur le territoire de l'actuelle Villeneuve d'Ascq, combat et trouve la mort lors de la bataille d'Azincourt en 1415.

### Domination bourguignonne

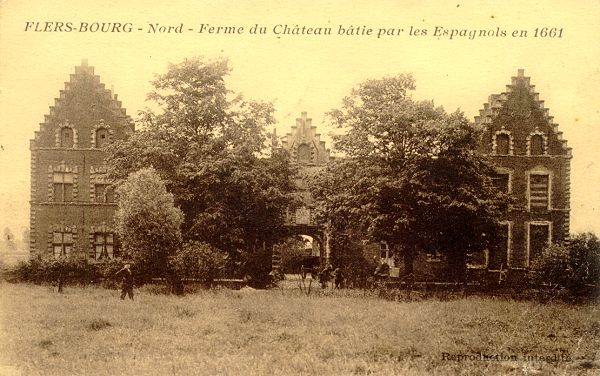
Le château de Flers.

Le comté de Flandre est rattaché au Duché de Bourgogne par le mariage en 1369 de Marguerite de Male, comtesse de Flandre, et de Philippe II le Hardi, duc de Bourgogne.
La population recommence à croître très rapidement. En 1449, des enquêtes fiscales comptent 134 habitants à Flers, 99 à Ascq et 78 à Annappes. Après les affrontements entre Charles le Téméraire de Bourgogne et Louis XI de France, la population est en 1498 de 510 habitants à Flers, 600 à Ascq, 410 à Annappes. En 1505, 640 à Flers, 650 à Ascq et 500 à Annappes. Le bétail devint aussi très nombreux. Cependant, 30 % à 50 % de la population, parfois plus, est très pauvre et ne peut pas payer d'impôts, alors que se multiplient les seigneurs qui ont des droits tant sur les hommes que sur les choses.
En 1477, à la mort du dernier duc de Bourgogne, Charles le Téméraire, Marie de Bourgogne épouse le Habsbourg Maximilien d'Autriche, qui prend ainsi le titre de comte de Flandre. À la fin du règne de l'empereur romain germanique Charles V, la Flandre espagnole échoie à son fils aîné. Les villages passent donc sous la tutelle de Philippe II d'Espagne, roi d'Espagne. Ils resteront sous autorité espagnole jusqu'au règne de Philippe IV d'Espagne.
En 1518, Charles Quint homologue de la « Compagnie des Archers de Monseigneur Saint Sébastien » à Annappes.
La région est encore touchée par les maladies, comme une peste en 1534 et la typhoïde dans les marais. Des maladies s'abattent aussi sur le bétail.
Au début du XVIIe siècle, Le village de Flers faisait partie de la vicomté de Croix. Le centre du bourg était un fief appartenant à la famille de Haynin depuis 1589. Après la mort de Henri de Haynin, en 1656, sa fille Bonne Françoise de Haynin reçoit la demeure de Flers, appelée « Domaine de Mastaing » qu'elle apporte en dot à son mariage en 1661 avec Michel de Kessel. Le domaine est remanié ou détruit pour laisser place au château.
Jean de Roblès, gouverneur de Lille, rachète le château de la mairie d'Annappes à Marguerite Le Preud'homme, dont le frère Charles Le Preud'homme, dernier maire et seigneur d'Annappes, est mort sans génération en 1588. Le 19 avril 1605, les archiducs Albert et Isabelle, princes souverains des Pays-Bas espagnols, élèvent la seigneurie d'Annappes en comté au profit de Jean de Roblès, ce qui lui donne le titre de comte d'Annappes (il avait racheté  la mairie d'Annappes aux Le Preud'homme, sans héritiers),,. Le 9 janvier 1609, à la requête du nouveau comte d'Annappes, les villages d'Ascq et Flers sont rattachés aux comté, échevinage et juridiction d'Annappes. En 1609, Jean de Roblès reçoit l'archevêque de Naples Monseigneur Bentivoli dans son château d'Annappes.
Au XVIIe siècle, la région est de nouveau frappée par la peste.
En 1617, Guilbert de Gand, baron d'Hem, seigneur de Sailly, de Forest etc. fait construire une église à Forest-sur-Marque. Le 13 avril 1640, à la demande du baron d'Hem qui y réside, Forest-sur-Marque est détachée du village d'Ascq et érigé en paroisse Maximilien de Gand, évêque de Tournai.
Le 13 mai 1647, le baron de Becq, chargé par l'archiduc Léopold de conduire son armée, composée de toutes les troupes qui se trouvaient dans les possessions espagnoles des Pays-Bas, fait halte à Ascq dans la plaine qui sépare Ascq à Anstaing.

## Époque moderne

### Rattachement au royaume de France auXVIIesiècle

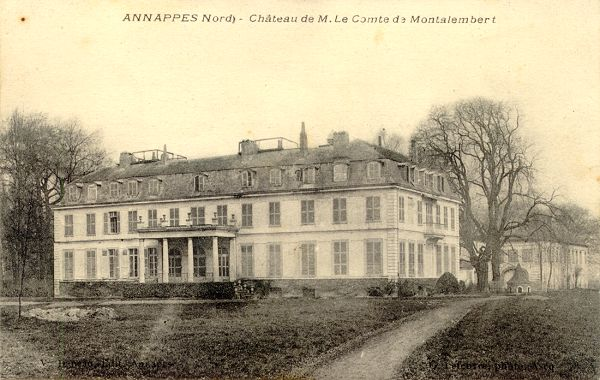
Château du Comte de Montalembert à Annappes

En 1667, Louis XIV fait le siège de Lille, et la prend. Annappes, Ascq et Flers deviennent alors des villages français en 1668 par le traité d'Aix-la-Chapelle.
Les villages subissent constamment les maux de la guerre : logement des troupes, réquisition en tous genre, ravages et exaction des soldats. En 1707, l'armée française, sous les ordres du général Barrère, campe à Annappes, du Pont-à-Tressin à Frelinghien. De 1708 à 1713 la région est occupée par les Anglo-Hollandais de Marlborough, qui reviendront en 1744.

### XVIIIesiècle
En 1737, le curé d'Annappes soutient un long procès pour obtenir la prise en charge d'un vicaire par le chapitre Saint Pierre. Grâce à lui, on sait que le canton de Marchenelles, Hempempont et le Recueil était appelé "la petite Hollande" car les habitants fréquentaient très rarement les églises.
Le roi permet en 1774 le partage des marais entre les trois villages et leurs voisins, et ceux-ci seront asséchés en 1781. À cette même époque, l'alphabétisation progresse. Entre 1737 et 1789, 38 % des hommes et 22 % des femmes savent signer leur acte de mariage à Ascq, respectivement 50 % et 32 % à Annappes. La vie culturelle se développe aussi, avec des ducasses deux fois par an dans chaque village, qui sont de grandes fêtes populaires. On y fête aussi la Saint-Jean, la Saint-Martin et la Saint-Éloi. À Annappes et à Flers sont organisés des concours de tir à l'arc très prisés, où l'on couronne celui qui abat le geai. On note aussi l'apparition des cabarets, où viennent se détendre villageois et villageoise ; le plus connu est l'auberge de Maison-Celle à Ascq. Il y en a huit à Flers, dont un nommé Babylone.
Dans les années 1780, le comte d'Artois futur Charles X prend le commandement d'un camp établi à Annappes pour une manœuvre militaire, il est reçu au château d'Annappes.

## Époque contemporaine

### Révolution française et guerres napoléoniennes
Comme à Lille, il n'y a pas de révolution populaire chez les paysans en 1789 ; de plus les événements parisiens leur arrivent avec plusieurs jours de retard, et ils sont occupés par la répartition de leurs marais communaux. En janvier 1790 ils élisent leurs maires, Jean-Baptiste Bonte à Flers, Charles Renard à Ascq, Jean-Baptiste Béguin à Annappes. Leur élection permet l'abolition de bon nombre des privilèges des seigneurs locaux. La Révolution aura donc été douce et sans aucune violence.
En avril 1792, lors de la guerre contre l'Autriche, des régiments se regroupent dans la région pour être dirigés vers la frontière des Pays Bas autrichiens. Mais à la première canonnade à Baisieux, ils battent en retraite vers Lille, où la foule massacre le général Dillon. Les Autrichiens dirigés par le duc de Saxe Teschen, après avoir pris Roubaix, Tourcoing et Lannoy, vont mettre le siège devant Lille. Cependant, ils lèvent le siège le 8 octobre face à l'impossibilité de s'emparer de la ville qui « a bien mérité de la Patrie ». La rivière de la Marque, à l'est de Flers, Annappes et Ascq sera dès lors la limite disputée entre les troupes républicaines et les troupes coalisées.
Au début de 1794, le général Pichegru reprend l'offensive, assure la victoire de Tourcoing le 18 juin, et repousse l'ennemi jusque dans l'actuelle Belgique.
Sous la Terreur, les biens des émigrés sont confisqués. De même, l'argenterie et les objets de cultes des trois églises sont inventoriés, envoyés à Lille et récupérés par l'État. Les trois églises seront même vendues aux enchères le 29 septembre 1798, mais non démolies. Après le Concordat, elles seront reprises par les religieux.
À partir de 1800, les maires sont nommés par le préfet. Les premiers seront L. J. Cardon pour Flers, Ch. L. Desquiens pour Ascq et P. J. Mahieu pour Annappes. En 1809, à la suite du blocus continental du Royaume-Uni par Napoléon Ier, on commence à cultiver la betterave à sucre.
Les guerres de l'Empire sont gourmandes en individus, et les hommes des villages sont très nombreux à se mutiler ou à se cacher dans les carrières de Lezennes. En 1814, à la suite de la campagne de France, la frontière Nord est menacée. On enlève les ponts sur la Marque pour tenter de retarder l'invasion. Le général Maison, fuyant devant les Russes, fait camper ses soldats aux abords d'Ascq, lesquels, pendant douze jours, pillent et volent pour se nourrir. Fin mars 1814, l'ennemi est là, mais la capitulation de Paris met fin aux hostilités. Des escadrons français reviennent se loger à Ascq lors des Cent-Jours.

### XIXesiècle
Contrairement à d'autres endroits du département du Nord, les trois bourgs gardent une vie communautaire autonome comme lors des siècles précédents. Leur activité reste essentiellement artisanale et agricole. Ainsi, on dénombre environ 150 fermes à Ascq en 1850. De grands propriétaires restent au pouvoir, comme à Annappes où domine le baron d'Empire Brigode Kemlandt, député du Nord pendant 19 ans entre 1805 et 1837 et maire de la commune de 1814 à 1848, et ses amis De Clercy et De Montalembert. La politique de l'époque a très peu d'influence sur la population qui s'adapte immédiatement à la royauté, la république et l'empire. Encore à cette époque, les villages souffrent des épidémies (choléra à Flers-Bourg en 1849) et de conditions de travail difficiles (repos dominical non respecté, travail des enfants, etc.).
Dans les années 1840, un bataillon de la Garde nationale a son centre à Ascq pour le village, Annappes, Flers-lez-Lille et Forest-sur-Marque.
En 1848, un arbre de la liberté est planté sur les places d'Ascq et d'Annappes pour l'avènement de Deuxième République ; celui d'Ascq ne survécut que quelques années mais celui d'Annappes est toujours présent.
En 1862, la ferme Dupire est construite par Antoine Desruelles près de la route de Tournai (rue des Fusillés).
Au milieu du XIXe siècle, la progression de l'industrie s'accompagne d'un développement considérable de Lille et surtout de Roubaix. Le chemin de fer désenclave Ascq en le rattachant à Lille en 1865 et, en 1885, à Roubaix par la ligne charbonnière. Cette dernière ligne de Somain à Halluin a désormais disparu, mais un reste de pont est encore visible dans la campagne aux abords d'Ascq. De même, les premiers tramways à chevaux atteignent Flers en 1880, tandis que son hameau du Breucq dépend de la gare de Croix et s'incorpore aux cités satellites roubaisiennes. Ces nouveaux moyens de transport développent à Ascq et à Flers l'industrie liée au textile, à la métallurgie et à l'agro-alimentaire. L'agriculture se modernise aussi : en 1896, Ascq voit arriver sa première moissonneuse-lieuse Samuelson. Seule Annappes ne bénéficie pas de cette évolution. De nombreuses fêtes locales rythment la vie monotone des paysans et des ouvriers.
L'école Pasteur de Flers est construite en 1883. Elle sera fermée à la rentrée 1979.
Les trois bourgs restés très ruraux semblent avoir du mal à accepter le progrès. Ainsi en 1889 Flers préconise que « la vapeur soit totalement abolie » pour les tramways et que l'on revienne à la traction par des chevaux ; de même à Annappes on conseille aux automobilistes en 1903 de prendre exemple sur les chevaux. À cette même époque, les villageois sont assez méfiants vis-à-vis des Lillois dont la ville n'arrête pas de s'étendre, et se rattachent finalement à Roubaix et Tourcoing par la construction du Grand Boulevard. Cependant, les villageois commencent à accepter de faire partie de la métropole lilloise, et de plus en plus de transports les relient aux villes et villages voisins. Une ligne de tramway aujourd'hui disparue, appelée « petit mongy », relie les sites champêtres de Flers-Bourg, Hem et Lannoy au début du XXe siècle.
Le 11 novembre 1890, Rosine Marescaux, servante de l'abbé Célestin Dillies, est retrouvé assassinée à Ascq dans le presbytère avec l'abbé assommé à ses côtés ; le presbytère a été cambriolé. Après enquête, le dénommé Baillet, 26 ans, fut arrêté et reconnut le crime. Il fut exécuté sur la place Saint-Vaast à Douai le 28 août 1891 à 5h30 du matin. À l'annonce de sa condamnation, il avait déclaré, « je remercie la société. Mon crime fait ma honte et non pas l'échafaud ». Il cria aussi, juste avant la chute du couperet, « vive la République. »,.

### Début duXXesiècle: les deux guerres mondiales

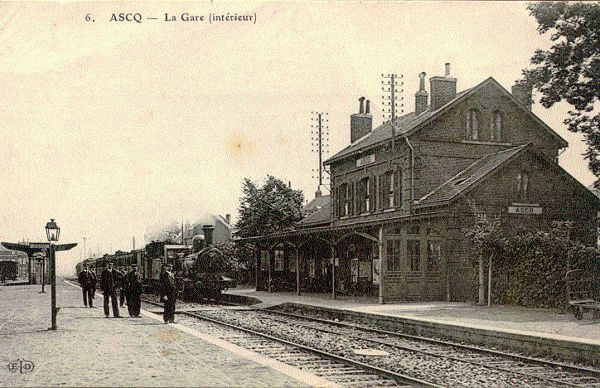
La gare d'Ascq vers 1900.

Le 6 mars 1906, le curé d'Ascq Géry Roger refuse d'ouvrir l'église au percepteur de l'État chargé de faire l'inventaire des biens de la paroisse dans le cadre de la séparation des Églises et de l'État. La grand'porte doit être cassée à la hache par les gendarmes.
La France entre dans la Première Guerre mondiale, où beaucoup de villageois moururent. À partir d'octobre 1914, les Allemands occupent la région, jusqu'à la libération par les Britanniques et les Portugais en octobre 1918.
Avec la montée en puissance de la métropole lilloise, de plus en plus de gens commencent à habiter en périphéries, et la population des villages augmente considérablement. En 1914, Flers compte 5 000 habitants, et 7 000 en 1939. Ascq et Annappes ont environ 4 000 habitants à la même époque. Les villages évoluent différemment : Flers-Bourg reste un village rural, Flers-Breucq une zone industrielle, Annappes une zone villageoise avec une majorité d'ouvriers, les industriels roubaisiens commencent à occuper les châteaux du Sart et du Recueil, tandis qu'Ascq possède une gamme socio-professionnelle des plus variées.
La région subit de plein fouet la Seconde Guerre mondiale, dont le fait le plus marquant est le massacre d'Ascq, le 1er avril 1944 où des nazis de la 12e division SS Hitlerjugend massacrent 86 hommes. Les responsables du sabotage seront arrêtés puis fusillés au fort de Seclin le 7 juin 1944. Pendant cette période, Annappes, Ascq et Flers dépendent du commandement allemand de Bruxelles, même si les lois du gouvernement de Vichy s'y appliquent. L'occupation allemande durera de mai 1940 à septembre 1944, et la zone sera encore une fois libérée par les Britanniques, le 3 septembre 1944.

### Les années d'après guerre
Le 29 juin 1947, le général de Gaulle se rend sur les lieux du massacre d'Ascq. Il est reçu par le conseil municipal d'Ascq et Isidore Hofman, le maire du village. Le 13 juillet 1947, Vincent Auriol, président de la République, pose la première pierre du monument des fusillés. Il est accompagné d'un dispensaire, à la demande des veuves. L'ensemble est construit par les architectes Luc et Xavier Arsène-Henry, et inauguré en 1955. En 1949, la commune d'Ascq reçoit une décoration : la Croix de guerre 1939-1945 et en 1952, la commune reçoit la Légion d'honneur. En 1964, une délégation chrétienne d'Ascq est reçue à Rome par le Pape Paul VI.
En 1957, l'Institut médico-éducatif Albertine Lelandais est créé à Ascq, il s'agit du premier établissement des Papillons Blancs de Lille. Dans les années 1950, les jeunes filles souffrant d'un handicap mental sont prises en charge par les sœurs franciscaines et Sœur Marie-Madeleine crée le foyer de vie Les Lauriers rue Gaston Baratte à Ascq.

### Création de la ville nouvelle, années 1960
De 1964 à 1967, sous l'impulsion de Guy Debeyre qui avait ce projet dès 1959, est créé sur 200 hectares le campus scientifique d'Annappes accueillant les nouveaux locaux de la Faculté des sciences, autrefois située à Lille. La présence du campus fait que le ministre Edgard Pisani décide de l’implantation de la ville nouvelle à cet endroit.
En 1966, on décide de l'implantation de l'Université Lille 3 dans le quartier du Pont-de-Bois. Le 3 octobre 1966, une réunion interministérielle avec le ministre de l’Équipement Edgard Pisani, de l’Éducation nationale Christian Fouchet et de la Jeunesse et des Sports, François Missoffe pour « examiner les problèmes posés par l’aménagement de la zone Est de la Métropole du Nord ».
Le 6 février 1967, décision de création de la Ville Nouvelle de Lille-Est prise en Comité interministériel pour l’aménagement du territoire par Edgard Pisani. Le 23 septembre, un arrêté préfectoral ouvre l’enquête préalable à la première déclaration d’utilité publique (DUP) concernant 475 hectares et 269 maisons.
Le 22 mars 1967, la communauté urbaine de Lille est créée et regroupe 89 communes dont Annappes, Ascq et Flers. Cette même année est signé l'acte de naissance de la « Ville-Est ». Les élus locaux de l'époque n'accueillent pas la nouvelle avec un grand enthousiasme. Le site de la ville nouvelle est choisi en fonction de nombreuses opérations d'urbanisme dans cette zone, comme l'ensemble résidentiel de Brigode sur les anciennes propriétés du Comte de Montalembert, et l'ouverture de la cité scientifique en 1964.
Le 4 octobre 1967, le projet de construction de la ville nouvelle est rendu public et 272 propriétaires apprennent qu'ils vont être expropriés de leur maison pour permettre la création de la ville. Une vive réaction se produit dans l'opinion publique. Des associations de défense puis une fédération de ces associations se créent. Un contre-projet est présenté et, sous la pression de l'opinion publique, le nombre d'expropriations est ramené à 92 lors de la déclaration de la DUP le 3 mars 1968. Devant le tribunal administratif, les expropriés obtiennent le 30 juillet 1969 l'annulation de l'arrêté de DUP. Mais le 28 mai 1971, par l'arrêt dit « Ville nouvelle Est », le Conseil d'État annule ce jugement et rétablit l'expropriation. Il s'agit d'un arrêt majeur du droit français de l'expropriation, qui introduit la théorie du bilan selon laquelle « une opération ne peut être légalement déclarée d’utilité publique que si les atteintes à la propriété privée, le coût financier et éventuellement les inconvénients d’ordre social qu’elle comporte ne sont pas excessifs eu égard à l’intérêt qu’elle présente ».
La mission d’étude de la ville nouvelle a été installée le 24 avril 1968 par lettre de François-Xavier Ortoli, ministre de l’Équipement et du Logement. Le 11 avril 1969, l'Établissement public d'aménagement de Lille-Est (EPALE) est chargé des études et de l'aménagement de la ville nouvelle. Le 27 juin 1969 est organisée une séance d’installation du conseil d’administration de l’EPALE par le préfet Dumont. Le siège est provisoirement fixé au 19e étage de la Cité administrative de Lille.
En 1969, la municipalité d'Ascq organise le 25e anniversaire du massacre, en présence de nombreuses personnalités dont le ministre François-Xavier Ortoli et le cardinal Liénart.
En 1969, le ciné-club « Kino » est ouvert sur le futur campus de l'université Lille 3.
En 1969, Radio Campus commence à émettre depuis l'Université Lille 1,,. Le but est dès le départ de donner la parole à ceux qui ne l'ont pas ailleurs et évoquer des thématiques non traitées par les radios commerciales.

### Les débuts de Villeneuve-d'Ascq, années 1970
Le 3 février 1970, lors d'une conférence de presse, les mairies d'Annappes, d'Ascq et de Flers annoncent que leurs communes vont fusionner pour donner « Villeneuve-en-Flandre ». Le 20 février, les conseils municipaux acceptent mais retiennent le nom de « Villeneuve d'Ascq » (sans trait d'union) en mémoire du massacre d'Ascq. La ratification a lieu cinq jours plus tard. Le 25 février 1970, le décret de création de la commune de Villeneuve-d'Ascq est publié (26 178 habitants selon le recensement de 1968). Un nouveau conseil municipal est constitué en puisant dans ceux des trois communes, et Jean Desmarets, ancien maire de Flers, devient maire de la nouvelle commune le 7 mars 1970.
Le 17 juin 1970, création des ZAC d’habitat de la Borne de l'Espoir et de Brigode et de la ZAC d’activités Potron-Minet. 25 novembre 1970 : 2e DUC concernant 1247 hectares.
En 1971, le chantier de l'ensemble universitaire de l'Université Lille 3 est ouvert.
Le 2 mars 1971, l'EPALE lance sa première tranche de logements : 660 au Triolo et 120 à Saint-Sauveur à Annappes. Le 1er novembre 1972, 20 ménages reçoivent les clefs des premiers logements du Triolo. La ville se créée et une activité associative importante commence à façonner une identité villeneuvoise. Cette dernière sera renforcée par le refus massif de rattacher Villeneuve-d'Ascq à Lille, à deux reprises en février 1972 et en juillet 1976.
Le 17 novembre 1972, le projet Josic est adopté à la suite d'un concours architecture pour le quartier Pont-de-Bois, opération lancée à l'initiative du ministère de l’Équipement.
En juin 1973, le conseil municipal fixe le site de la nouvelle mairie à Hôtel-de-Ville, qui devra être le centre ville, contre l’avis du maire Jean Desmarets, qui l'aurait voulu au centre géographique de la ville, près du lac Saint-Jean.
En septembre 1973, ouverture de l’école Taine au Triolo, premier groupe scolaire de la ville nouvelle.
La commune commence à se développer. Les essais du premier métro automatique au monde, le VAL (Villeneuve-d'Ascq-Lille à l'origine, puis Véhicule Automatique Léger pour le commercialiser dans d'autres agglomérations), débutent en 1973. En 1974, la faculté lilloise de lettres et sciences humaines quitte Lille : l'université Charles-de-Gaulle Lille 3 est inaugurée dans le quartier du Pont-de-Bois.
Fin 1974, les travaux de construction de 1 077 logements au Pont-de-Bois débutent.
En 1975, le conseil municipal éclate à la suite de querelles internes mais surtout parce que le pouvoir sur la municipalité est réellement détenu par l'EPALE, composé d'élus désignés par la communauté urbaine où un seul Villeneuvois est présent. Après le départ de nombreux conseillers, des élections partielles sont organisées en février 1976. Au Conseil municipal entrent alors 12 conseillers d'opposition : 6 socialistes, 5 communistes et 1 radical de gauche.
En décembre 1975, un arrêté du ministère de l’Équipement créé la ZAC de Villeneuve-d'Ascq avec un programme de 5 100 logements. Le 28 octobre 1976, le conseil d’administration de l’EPALE adopte pour 1977 un programme partiel de 450 logements dans le quartier de l’Hôtel-de-Ville.
En 1976, début de la construction du collège du Triolo.
En 1976, inauguration du Stadium Nord (le 29 mai) et du théâtre de La rose des vents. La ville est asphyxiée avec un budget de fonctionnement de 16 millions de francs, pour 40 000 habitants,. Le ciné-club du Triolo, le « Méliès », ouvre en 1976 également.
En 1977, la ville obtient la suppression du projet du viaduc du métro au Pont-de-Bois, à l'Hôtel-de-Ville et au Triolo.
En mars 1977, lors des premières élection municipales complètes, la liste "Union pour la gauche" l'emporte et le socialiste Gérard Caudron est élu maire. Pierre Mauroy avait inscrit la fusion de Lille avec Villeneuve-d'Ascq dans son programme des municipales de 1977, ce qui n'aura pas lieu.
En juin 1977, fin des livraisons des logements du Pont-de-Bois.
Le 8 novembre 1977 s'ouvre le centre commercial V2. Il est à l'époque de sa création le plus grand centre commercial au Nord de Paris. Agrandi une première fois en 1989, V2 a refait des travaux de réaménagement entre 2004 et 2006.
En 1977 ouvre l'école Bossuet, et en septembre 1978 l'école Camus.
Le 15 novembre 1977 est ouvert le lycée Raymond Queneau.
À partir de janvier 1978, la commune reprend le contrôle de l'aménagement de son territoire. À partir de février 1978, les habitants participent à la construction de leur ville grâce à la mise en place de procédures de chartes d'aménagement concerté de quartier.
En 1978, la ville de Villeneuve-d'Ascq soutient le combat de José Bové mené sur le plateau du Larzac : sa ferme de Montredon en Aveyron est jumelé à la Ferme du Héron. Quelques années plus tard, José Bové est nommé citoyen d’honneur de la ville,.
En décembre 1978, la ville de Villeneuve-d'Ascq dépasse les 50 000 habitants.
En 1979, la mairie lance appel en faveur des réfugiés Vietnamiens et encourage les Villeneuvois à donner de l'argent pour leur venir en aide.
En 1979, la ville obtient les crédits pour construire un mur anti-bruit le long de l'autoroute ; la construction de ce mur aura lieu en 1980 et 1981.
Le 30 mai 1979, l'EPALE prévoit 5 080 logements dans les quartiers du Château, de Flers Bourg, de l’[Quoi ?], de la Cousinerie, des Prés et du Triangle d’Ascq à Ascq. Le 14 décembre 1979, l'idée du quartier du Héron est abandonnée et la périmètre de la ZAC est réduit. Le 27 juin 1980, le conseil de communauté urbaine suit les demandes du conseil municipal de Villeneuve-d'Ascq et adopte un plan de finition de la ville nouvelle, en diminuant le nombre de logements à engager en 1981 et en abandonnant des ZAC. Les quartiers de l’Hôtel de Ville et des Prés sont fortement réduits.
Entre 1978 et 1980, des demandes en direction des administrations permettent d'obtenir des programmes de services publics (bureau de poste, commissariat, etc.).

### Années 1980

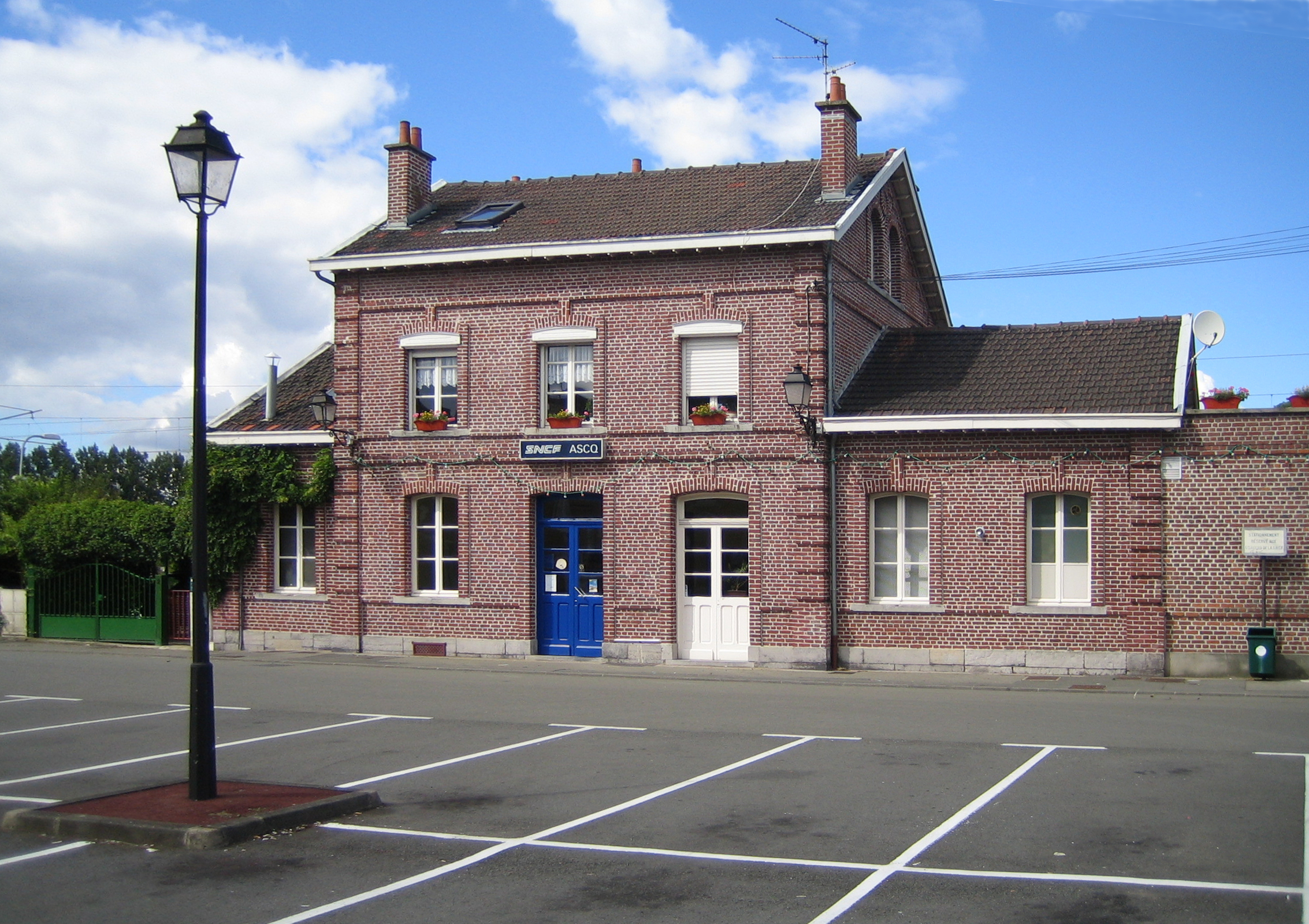
La gare d'Ascq.

En 1981, mise en chantier du quartier des Prés. La commune décide d’assumer l’entretien du parc urbain et de participer à l’aménagement de la colline des Marchenelles au parc du Héron.
En 1981, le cinéma Les Cinq Lumières, situé à V2, ouvre. Le secteur piétonnier du centre ville prend forme.
En 1982, le budget de la ville est de 100 millions de francs pour faire fonctionner tous les services à la population, plus 30 millions de francs pour investissement (en intégrant ceux faits pour la commune par l'EPALE), pour construire, terminer ou réparer les équipements de toutes natures.
Le 14 mai 1982, l’achèvement de la ville nouvelle est décidé pour le 31 décembre au conseil d'administration de l'EPALE ; la communauté urbaine rachètera le patrimoine de l’EPALE et le personnel (93 agents en poste fin 1982) sera reclassé. Le 7 juin 1982, Gérard Caudron, le maire de Villeneuve-d'Ascq, pose plusieurs conditions pour le contrôle du développement de la ville nouvelle par la commune : « aucune vente ne pourra avoir lieu sans l’accord de la commune, la commune aura toujours priorité de rachat et la volonté municipale primera toujours sur celle des propriétaires privés ou publics ».
Le 8 avril 1983, Pierre Mauroy confirme la dissolution de l’EPALE au 31 décembre 1983. Le 4 novembre 1983, dernière réunion du conseil d’administration de l’EPALE. Le 27 décembre 1983, un décret du ministère de l’Urbanisme et du Logement portant dissolution de l’EPALE. à compter du 1er janvier 1984 est publié. Le 22 décembre 1983 a lieu une manifestation de clôture de l’activité de l’EPALE.
Le 31 décembre 1983, l'EPALE est dissoute et la ville a alors atteint 60 000 habitants.
En 1983, le Tertre des Massacrés est visité par François Mitterrand, président de la République. En 1984, le musée du Souvenir des victimes d'Ascq, créé par Jean-Marie Mocq et Gérard Chrétien, fils de massacré, est inauguré par Pierre Mauroy, Premier ministre.
Le 25 avril 1983 est inauguré à la station de métro Quatre Cantons le tout premier métro entièrement automatique au monde par François Mitterrand (tronçon Quatre Cantons - République - Beaux-Arts). La technologie employée est celle du VAL, qui signifiait « Villeneuve-d'Ascq - Lille » à l'origine,, et renommé en « Véhicule automatique léger » lors de l'export de cette technologie dans d'autres villes.
Le Musée d'art moderne de Villeneuve-d'Ascq ouvre en mai 1983 et est inauguré le 17 novembre 1983 en présence de Jack Lang, Ministre de la culture.
En 1984 ouvre l'école Pablo Picasso aux Prés. Le 4 mai 1984 est posée la première pierre du collège Camille Claudel. Le 22 septembre 1984 est inaugurée la médiathèque municipale Till-l'Espiègle.
En 1984 est construite aux Prés une usine moderne Bull, destinée au montage de micro-ordinateurs de bureau et de serveurs informatiques (Micral, Zenith). Cette usine est alors la plus moderne d'Europe dans son secteur. Elle est inaugurée le 25 janvier 1986 en présence du Premier ministre Laurent Fabius (elle fermera en 1994).
En janvier 1985 est lancé un nouveau journal d'informations municipales sous le titre " La Tribune de Villeneuve-d'Ascq ", avec dix numéros par an.
En 1986, c'est la création de l'association Villeneuve-d'Ascq Technopole (VAT) à l'initiative de la municipalité et en partenariat avec l'Université des sciences et technologies de Lille, la Chambre de commerce et de l'industrie de Lille-Roubaix-Tourcoing et la délégation régionale à la Recherche et à la Technologie. L'objectif est de promouvoir les transferts de technologie et la création d'emplois dans les secteurs de pointe.
En 1986, la Compagnie des Transports de la Communauté Urbaine de Lille offre à la ville de Villeneuve d'Ascq une motrice de tramway Mongy de série 400. Elle est installée sur la place Van-Gogh et restaurée dans le style de 1922,.
Le 1er octobre 1986, inauguration de la clinique d’accouchement et de gynécologie Cotteel.
En 1987, l'entreprise agro-alimentaire Bonduelle implante son siège dans la rue qui prendra le nom de rue Nicolas Appert. Il sera inauguré en 1989.
En 1987, un camp destiné à accueillir les gens du voyage est construit près de l'autoroute à Hôtel-de-Ville (il sera déplacé en 2009 à la suite de la construction du Grand stade).
En 1988 débute le chantier de la piscine de Babylone. C'est, en septembre 1988, le plus gros investissement municipal jamais engagé.
En 1988, le budget total de la commune dépasse 300 millions de francs.
En mars 1988, la ville appelée la "Technopole verte" prend pour logo une sphère bleue pour l'aspect technologique de la ville, et une feuille verte pour le respect de l'environnement.
En mars 1989, l'équipe municipale menée par Gérard Caudron est réélue au premier tour.

### Années 1990
En juillet 1990, la ville a accueilli une rencontre de l'ensemble des députés du Parti socialiste français au Parlement européen, en présence de Jacques Delors et de divers élus locaux dont Pierre Mauroy et Noël Josèphe.
En 1991, fin de l’installation du réseau câblé de télévision dans la ville.
En 1993, la ligne TGV-Nord qui relie Paris et la Lille en une heure et en 1994 l'ouverture du Tunnel sous la Manche placent Villeneuve-d'Ascq à un carrefour stratégique de communication nord-ouest-européen.
En 1994, l'usine Bull des Prés ferme.
En avril 1994, pour les 50 ans du massacre d'Ascq, des commémorations importantes sont organisées.
Le 5 mai 1994 est inauguré le nouveau tramway qui dessert Flers-Breucq.
L'équipe municipale est de nouveau réélue en juin 1995 au premier tour (plus de 66 % des suffrages).
En mai 1995, la station Fort de Mons de la ligne 2 du métro ouvre. Elle sera suivie par l'ouverture des stations Les Prés et Jean Jaurès le 18 août 1999.
En 1995 est annoncé une forte baisse de 15 % de la délinquance à Villeneuve-d'Ascq. Cependant, le 2 novembre 1995, dans le cadre de l'enquête sur la vague d'attentats commis en France en 1995, le terroriste Smaïn Aït Ali Belkacem est arrêté par des hommes des Renseignements généraux en pleine nuit dans son appartement de la Poste,, ainsi que des complices. Une panoplie d'artificier a été trouvée dans son appartement,. Pour les policiers, Smaïn Aït Ali Belkacem faisait partie d'un réseau islamiste dormant, activé depuis la mort de Khaled Kelkal. Il était le chef du réseau nordiste et était assisté par Mohamed Drici et Ali Benfattoum,,, également arrêtés puis condamnés.
En 1996, l'association Villeneuve-d'Ascq Technopole (VAT) devient l'association Lille-Métropole Technopole. VAT prend ainsi place dans un ensemble régional plus vaste, composé de plusieurs réseaux (Nord-Pas-de-Calais-Technologie et Nord-Pas-de-Calais Technopole) en fédérant les pôles technologiques de la métropole.
En 1996, la France ouvre totalement ses frontières avec ses voisins, notamment avec la Belgique en application de la convention de Schengen.
Dès 1996 il est question que la Haute Borne accueille un synchrotron, accélérateur de particules : le projet SOLEIL (Source Optimisée de Lumière d’Énergie Intermédiaire du Lure), du Laboratoire d’Utilisation du Rayonnement Electromagnétique d'Orsay. Le projet sera finalement abandonné fin 1999 alors que ce devait être le projet phare du site de la Haute Borne. Le projet Soleil semble relancé en 2000 mais sera de nouveau abandonné.
Le 14 décembre 1996 est inauguré le Forum des sciences François Mitterrand en présence de Danielle Mitterrand. Le même jour est également inauguré le site internet de la ville.
En 1998, le cinéma Les Cinq Lumières, situé à V2, ferme. C'était le seul cinéma de la ville (il y avait cependant 2 cinéclubs).
En 1999, la ville adhère à l'association ATTAC. Le maire déclare vouloir se battre « avec ATTAC pour la régulation, une transparence et une connaissance [des] mouvements financiers ».
En 1999, le revenu moyen par ménage est de 95 706 francs/an, contre 87 112 francs pour Lille Métropole.
Le 11 janvier 1999, la commission départementale d’équipement commercial donne un avis favorable à l’implantation d’un complexe de loisirs dans le quartier de l’Hôtel-de-Ville, comprenant notamment un cinéma multiplex de 1 500 places ; l'ouverture est prévue au printemps 2000.
Le 23 février 1999, le conseil municipal adopte le principe de la reprise sur trois ans par la commune des 18 écoles construites par l’EPALE et propriétés de la communauté urbaine, en contrepartie du passage sur la ville de la ligne 2 du métro de Lille.

### Années 2000
Jean-Michel Stievenard, ex-premier adjoint de Gérard Caudron, est élu à la succession de celui-ci en mars 2001 au premier tour (58,5 % des suffrages).
Le 16 janvier 2003, le parc scientifique de la Haute Borne est officiellement inauguré en présence de Jean-Michel Stievenard, maire de Villeneuve-d'Ascq, Pierre Mauroy, président de LMCU, Bernard Derosier, député de la 2e circonscription du Nord et Martine Aubry, maire de Lille.
En 2005, inauguration du nouveau musée commémoratif du massacre d'Ascq : le mémorial Ascq 1944.
En mars 2007 a débuté la construction de la grande mosquée de Villeneuve-d'Ascq dans le quartier de la Poste. Elle devrait être terminée en 2010.
Le 14 décembre 2007, la ville de Villeneuve-d'Ascq s'est portée civile au procès devant la 17e chambre correctionnelle du Tribunal de Paris dans le cadre de l'affaire Le Pen - Rivarol, soit une interview de Jean-Marie Le Pen remettant en cause l’histoire du massacre d'Ascq.
La ville a lancé un programme de construction de logements sur le Recueil. La mairie a aussi engagé une politique dite de « renouvellement urbain»  en particulier dans les quartiers d'habitat social dominant. Ainsi le quartier du Pont-de-Bois, qui compte plus de 95 % de logements collectifs sociaux a-t-il été inscrit au nombre des quartiers bénéficiaires de la politique de l'Agence nationale de renouvellement urbain (ANRU).
La maternelle Léonard de Vinci du Moulin d'Ascq a fermé en juillet 2007. En comparaison avec les années 1980, en 2010 la ville a perdu environ 1 000 élèves et une soixantaine de classes
En mars 2008, Gérard Caudron devient à nouveau maire de Villeneuve-d'Ascq. Il est élu au deuxième tour avec 58,83 % des suffrages exprimés.
Le 14 novembre 2008, le centre ABA Camus, qui accueille des enfants autistes, a été inauguré en présence de l'acteur Francis Perrin, escorté des deux ministres Xavier Bertrand et Valérie Létard,,,. C'est, à sa création, la meilleure structure pour traiter l'autisme en France,.
En 2009, un nouveau centre commercial ouvre juste à côté du centre commercial V2, appelé Heron Parc. Le centre accueille un complexe cinématographique qui ouvre en novembre 2009.
En juillet 2009 a commencé la construction du Grand stade, stade pouvant accueillir 50 000 spectateurs. En mai 2010, et ce bien que le stade ne soit pas encore construit, il a déjà été sélectionné par la Fédération française de football (FFF) pour recevoir des matchs de l'Euro 2016, la France étant désignée pays organisateur par l'UEFA.

### Années 2010
Dans le courant de l'année 2010, de nombreux Roms, principalement bulgares, viennent installer des campements sauvages dans la ville et pratiquent la mendicité. Des expulsions ont eu lieu en août 2012. Leur présence dans la ville entraîne d'importantes tensions avec les habitants, notamment en 2013 dans les quartiers du Triolo et de la Cousinerie,.
En novembre 2010, la section des Anciens combattants d'Ascq, reconnue le 20 octobre 1923, portant le numéro 1285 et ne contenant plus que 20 membres, a décidé de fusionner avec celle d'Annappes.
Début 2011, plusieurs faits de violence à Villeneuve-d'Ascq sont rapportés dans les médias : un homme s'est fait agresser à coup de sabre à la Cousinerie et une automobiliste a écrasé volontairement un piéton à la suite d'un différend. Le 28 juin 2011, Rédoine Faïd, un braqueur considéré comme le  « cerveau » d'une fusillade qui a coûté la vie à la policière municipale Aurélie Fouquet, a été arrêté à Villeneuve-d'Ascq,. Le 8 décembre, un homme a été blessé par balles avenue du Pont-de-Bois en début de soirée,, ; la victime, était un journaliste russe d'origine tchétchène.
En janvier 2011, Jean Dubar, villeneuvois, est nommé Grand Maître de l'obédience maçonnique Grande Loge traditionnelle et symbolique Opéra (GLTSO).
En 2011, un appel au mécénat a été lancé par la mairie pour rénover l'église Saint-Sébastien d'Annappes,.
La grande mosquée de Villeneuve-d'Ascq a ouvert ses portes le lundi 1er août 2011, à l'occasion du ramadan et après avoir obtenu un avis favorable de la commission de sécurité,. Il reste quelques menus travaux qui s'achèveront courant août 2011.
En 2011, le mur du presbytère d'Ascq est détruit et la place de l'église est agrandie.
Raymond Aubrac a été nommé citoyen d'honneur de la ville de Villeneuve-d'Ascq le 10 janvier 2012.
Le 17 août 2012, le Grand Stade Lille Métropole est pour la première fois ouvert au public pour le match de football LOSC-AS Nancy-Lorraine,.
Il est, lors de sa livraison, le troisième plus grand stade français derrière le Stade de France de Saint-Denis et le Stade Vélodrome de Marseille. Pour le stade, le boulevard de Tournai et le boulevard de Valmy, puis en 2013 la rue du Ventoux, sont transformés.
Le 21 juin 2013, en hommage à l'ancien Premier Ministre et maire de Lille, décédé le 7 juin 2013, le Grand Stade est rebaptisé Stade Pierre-Mauroy.
À la rentrée 2014, le collège Léon-Blum est fermé pour être démoli. Les élèves intègrent le nouveau collège Simone-de-Beauvoir situé à proximité et construit par le cabinet Marie-Pascale Bouchez.